# 二戸郡
- 令制国一覧 > 東山道 > 陸奥国 > 二戸郡
- 日本 > 東北地方 > 岩手県 > 二戸郡

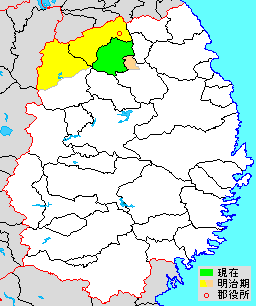
岩手県二戸郡の範囲（緑：一戸町 薄黄：後に他郡に編入された区域）

二戸郡（にのへぐん）は、岩手県（陸奥国）の郡。
人口9,973人、面積300.03km²、人口密度33.2人/km²。（2025年7月1日、推計人口）
以下の1町を含む。
- 一戸町（いちのへまち）

## 郡域
明治11年（1878年）に行政区画として発足した当時の郡域は、上記1町のほか、概ね以下の区域にあたる。うち現八幡平市域、葛巻町域は後に岩手郡に編入されている。
- 二戸市の全域
- 八幡平市の一部（安代地区）
- 岩手郡葛巻町の一部（田部）

## 歴史
古くは糠部郡の一部であった。中世以降南部氏領となる。初見は寛永11年（1634年）の徳川家光判物。

### 近世以降の沿革
- 幕末時点では陸奥国に所属し、全域が盛岡藩領であった。「旧高旧領取調帳」に記載されている明治初年時点に存在した村は以下の通り。なお、「旧高旧領取調帳」には金田一川向村の記述があるが、矢沢村のうちとみられる。（74村）

福岡村、坂本村、白鳥村、仁佐平村、摺糠村、馬羽松村、中山村、火行村、小繋村、宇別村、平糠村、小友村、女鹿村、根反村、冬部村、姉帯村、田野村、泉沢村、月館村、岩清水村、出ル町村、中里村、小鳥谷村、岩館村、一戸村、高善寺村、楢山村、西法寺村、面岸村、鳥越村、似鳥村、荒屋村、五日市村、目名市村、滝又村、曲田村、御山村、漆沢村、岩屋村、浄法寺村、福田村、沢口村、安比村、大簗村、川又村、吉田村、大清水村、駒ヶ嶺村、杉沢村、大田村、長流部村、長渡路村、大森村、岩淵村、江牛村、里川目村、松岡村、浅沢村、田山村、釜沢村、金田一村、矢沢村、野々上村、海上村、根森村、米沢村、石切所村、下斗米村、本田村、田中館村、足沢村、上斗米村、外山村、堀野村
- 明治初年（65村）
  - 火行村が中山村に合併。
  - 泉沢村が出ル町村に合併されたとみられる。
  - 岩清水村が出ル町村に合併。
  - 沢口村・大簗村が安比村に合併。
  - 本田村・田中館村が上斗米村に合併。
  - 足沢村が上斗米村に合併されたとみられる。
  - 外山村が米沢村に合併されたとみられる。
- 明治元年12月7日（1869年1月19日） - 盛岡藩が戊辰戦争後の処分により、領地を没収される。弘前藩取締地となる。
- 明治2年
  - 2月8日（1869年3月20日） - 旧盛岡藩領が弘前藩の管轄に反対する一揆の発生により黒羽藩取締地に変更となり、北奥県と通称される。
  - 8月7日（1869年9月12日） - 北奥県の名称が正式に九戸県となる。
  - 9月13日（1869年10月17日） - 九戸県が八戸県（第1次）に改称。
  - 9月19日（1869年10月23日） - 八戸県（第1次）が八戸藩との混同を避けるため三戸県に改称。
  - 11月28日（1869年12月30日） - 三戸県が江刺県に編入。
  - この年、天候不順で凶作となる。五穀の収穫量は皆無となった[4]。
- 明治4年11月2日（1871年12月13日） - 第1次府県統合により青森県の管轄となる。
- 明治6年（1873年） - 摺糠村・馬羽松村が中山村に合併。（63村）
- 明治7年（1874年） - 同年から明治9年（1876年）の間に根森村が上斗米村に合併。（62村）
- 明治8年（1875年） - 坂本村が白鳥村に、五日市村・岩屋村が浅沢村に、目名市村・滝又村・曲田村が荒屋村に、川又村・岩淵村・松岡村が漆沢村に、吉田村・長流部村・長渡路村が御山村に、杉沢村・大田村・里川目村・江牛村が浄法寺村に、大森村が大清水村に、矢沢村が仁佐平村に、海上村が野々上村にそれぞれ合併。（43村）
- 明治9年（1876年）5月25日 - 第2次府県統合により岩手県の管轄となる。
- 明治11年（1878年）11月26日 - 郡区町村編制法の岩手県での施行により、行政区画としての二戸郡が発足。郡役所が福岡村に設置。

### 町村制以後の沿革

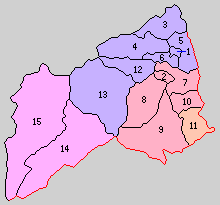
1.福岡町 2.一戸町 3.金田一村 4.斗米村 5.爾薩体村 6.石切所村 7.浪打村 8.鳥海村 9.小鳥谷村 10.姉帯村 11.田部村 12.御返地村 13.浄法寺村 14.荒沢村 15.田山村（紫：二戸市 桃：八幡平市 赤：一戸町 橙：岩手郡葛巻町）

- 明治22年（1889年）4月1日 - 町村制の施行により、以下の町村が発足。特記以外は現・二戸市。（2町13村）
  - 福岡町（福岡村の一部が単独町制）
  - 一戸町 ← 高善寺村、一戸村［一部[5]を除く］（現・一戸町）
  - 金田一村 ← 金田一村、釜沢村、野々上村、下斗米村［一部］
  - 斗米村 ← 米沢村、上斗米村［旧足沢村を除く］、下斗米村［一部］
  - 爾薩体村 ← 仁佐平村、堀野村、白鳥村、福岡村［一部］
  - 石切所村 ← 石切所村、福岡村［一部[6]］
  - 浪打村 ← 鳥越村、楢山村、岩館村、根反村、一戸村［一部[5]］（現・一戸町）
  - 鳥海村 ← 西法寺村、女鹿村、小友村、中里村、月館村、出ル町村（現・一戸町）
  - 小鳥谷村 ← 小鳥谷村、小繋村、平糠村、宇別村、中山村（現・一戸町）
  - 姉帯村 ← 姉帯村、面岸村（現・一戸町）
  - 田部村 ← 田野村、冬部村（現・岩手郡葛巻町）
  - 御返地村 ← 似鳥村、安比村、福田村、上斗米村［旧足沢村］
  - 浄法寺村 ← 浄法寺村、御山村、漆沢村、駒ヶ嶺村、大清水村
  - 荒沢村 ← 荒屋村、浅沢村（現・八幡平市）
  - 田山村 ←（単独村制。現・八幡平市）
- 明治24年（1891年）4月1日 - 郡制を施行。
- 大正12年（1923年）4月1日 - 郡会が廃止。郡役所は存続。
- 大正15年（1926年）7月1日 - 郡役所が廃止。以降は地域区分名称となる。
- 昭和10年（1935年）時点での当郡の面積は1,225.07平方km、人口は63,309人（男31,403人・女31,906人）[7]。
- 昭和15年（1940年）12月25日 - 浄法寺村が町制施行して浄法寺町となる。（3町12村）
- 昭和17年（1942年）7月1日 - 「二戸地方事務所」が福岡町に設置され、本郡を管轄。
- 昭和30年（1955年）
  - 3月10日 - 福岡町・石切所村・御返地村・斗米村・爾薩体村が合併し、改めて福岡町が発足。（3町8村）
  - 7月15日 - 田部村が岩手郡葛巻町・江刈村と合併し、改めて岩手郡葛巻町が発足、郡より離脱。（3町7村）
- 昭和31年（1956年）9月30日 - 荒沢村・田山村が合併して安代町が発足。（4町5村）
- 昭和32年（1957年）11月1日 - 一戸町・姉帯村・小鳥谷村・鳥海村・浪打村が合併し、改めて一戸町が発足。（4町1村）
- 昭和47年（1972年）4月1日 - 福岡町・金田一村が合併して二戸市が発足し、郡より離脱。（3町）
- 平成14年（2002年）4月1日 - 安代町の所属郡が岩手郡に変更。（2町）
- 平成18年（2006年）1月1日 - 浄法寺町が二戸市と合併し、改めて二戸市が発足、郡より離脱。（1町）

### 変遷表
| 明治以前 | 明治以前                          | 明治初年 - 明治22年 | 明治22年 4月1日 町村制施行 | 明治22年 - 昭和40年            | 昭和41年 - 昭和63年   | 平成元年 - 現在                      | 平成元年 - 現在         | 現在          |
| -------- | --------------------------------- | ------------------- | -------------------------- | ------------------------------ | --------------------- | ------------------------------------ | ----------------------- | ------------- |
| 石切所村 | 石切所村                          | 石切所村            | 石切所村                   | 昭和30年3月10日 福岡町         | 昭和47年4月1日 二戸市 | 二戸市                               | 平成18年1月1日 二戸市   | 二戸市        |
| 福岡村   | 一部                              | 福岡村              | 石切所村                   | 昭和30年3月10日 福岡町         | 昭和47年4月1日 二戸市 | 二戸市                               | 平成18年1月1日 二戸市   | 二戸市        |
| 福岡村   | 一部                              | 福岡村              | 福岡町                     | 昭和30年3月10日 福岡町         | 昭和47年4月1日 二戸市 | 二戸市                               | 平成18年1月1日 二戸市   | 二戸市        |
| 福岡村   | 一部                              | 福岡村              | 爾薩体村                   | 昭和30年3月10日 福岡町         | 昭和47年4月1日 二戸市 | 二戸市                               | 平成18年1月1日 二戸市   | 二戸市        |
| 仁佐平村 | 仁佐平村                          | 仁佐平村            | 爾薩体村                   | 昭和30年3月10日 福岡町         | 昭和47年4月1日 二戸市 | 二戸市                               | 平成18年1月1日 二戸市   | 二戸市        |
| 矢沢村   | 明治8年 仁佐平村に合併            | 仁佐平村            | 爾薩体村                   | 昭和30年3月10日 福岡町         | 昭和47年4月1日 二戸市 | 二戸市                               | 平成18年1月1日 二戸市   | 二戸市        |
| 白鳥村   | 白鳥村                            | 白鳥村              | 爾薩体村                   | 昭和30年3月10日 福岡町         | 昭和47年4月1日 二戸市 | 二戸市                               | 平成18年1月1日 二戸市   | 二戸市        |
| 坂本村   | 明治8年 白鳥村に合併              | 白鳥村              | 爾薩体村                   | 昭和30年3月10日 福岡町         | 昭和47年4月1日 二戸市 | 二戸市                               | 平成18年1月1日 二戸市   | 二戸市        |
| 堀野村   | 堀野村                            | 堀野村              | 爾薩体村                   | 昭和30年3月10日 福岡町         | 昭和47年4月1日 二戸市 | 二戸市                               | 平成18年1月1日 二戸市   | 二戸市        |
| 安比村   | 安比村                            | 安比村              | 御返地村                   | 昭和30年3月10日 福岡町         | 昭和47年4月1日 二戸市 | 二戸市                               | 平成18年1月1日 二戸市   | 二戸市        |
| 沢口村   | 明治初年 安比村に合併             | 安比村              | 御返地村                   | 昭和30年3月10日 福岡町         | 昭和47年4月1日 二戸市 | 二戸市                               | 平成18年1月1日 二戸市   | 二戸市        |
| 大簗村   | 明治初年 安比村に合併             | 安比村              | 御返地村                   | 昭和30年3月10日 福岡町         | 昭和47年4月1日 二戸市 | 二戸市                               | 平成18年1月1日 二戸市   | 二戸市        |
| 似鳥村   | 似鳥村                            | 似鳥村              | 御返地村                   | 昭和30年3月10日 福岡町         | 昭和47年4月1日 二戸市 | 二戸市                               | 平成18年1月1日 二戸市   | 二戸市        |
| 福田村   | 福田村                            | 福田村              | 御返地村                   | 昭和30年3月10日 福岡町         | 昭和47年4月1日 二戸市 | 二戸市                               | 平成18年1月1日 二戸市   | 二戸市        |
| 足沢村   | 明治初年頃 上斗米村に合併         | 上斗米村            | 御返地村                   | 昭和30年3月10日 福岡町         | 昭和47年4月1日 二戸市 | 二戸市                               | 平成18年1月1日 二戸市   | 二戸市        |
| 上斗米村 | 上斗米村                          | 上斗米村            | 斗米村                     | 昭和30年3月10日 福岡町         | 昭和47年4月1日 二戸市 | 二戸市                               | 平成18年1月1日 二戸市   | 二戸市        |
| 本田村   | 明治初年 上斗米村に合併           | 上斗米村            | 斗米村                     | 昭和30年3月10日 福岡町         | 昭和47年4月1日 二戸市 | 二戸市                               | 平成18年1月1日 二戸市   | 二戸市        |
| 田中館村 | 明治初年 上斗米村に合併           | 上斗米村            | 斗米村                     | 昭和30年3月10日 福岡町         | 昭和47年4月1日 二戸市 | 二戸市                               | 平成18年1月1日 二戸市   | 二戸市        |
| 根森村   | 明治7年～明治9年頃 上斗米村に合併 | 上斗米村            | 斗米村                     | 昭和30年3月10日 福岡町         | 昭和47年4月1日 二戸市 | 二戸市                               | 平成18年1月1日 二戸市   | 二戸市        |
| 米沢村   | 米沢村                            | 米沢村              | 斗米村                     | 昭和30年3月10日 福岡町         | 昭和47年4月1日 二戸市 | 二戸市                               | 平成18年1月1日 二戸市   | 二戸市        |
| 外山村   | 明治初年頃 米沢村に合併           | 米沢村              | 斗米村                     | 昭和30年3月10日 福岡町         | 昭和47年4月1日 二戸市 | 二戸市                               | 平成18年1月1日 二戸市   | 二戸市        |
| 下斗米村 | 一部                              | 下斗米村            | 斗米村                     | 昭和30年3月10日 福岡町         | 昭和47年4月1日 二戸市 | 二戸市                               | 平成18年1月1日 二戸市   | 二戸市        |
| 下斗米村 | 一部                              | 下斗米村            | 金田一村                   | 金田一村                       | 昭和47年4月1日 二戸市 | 二戸市                               | 平成18年1月1日 二戸市   | 二戸市        |
| 金田一村 | 金田一村                          | 金田一村            | 金田一村                   | 金田一村                       | 昭和47年4月1日 二戸市 | 二戸市                               | 平成18年1月1日 二戸市   | 二戸市        |
| 釜沢村   | 釜沢村                            | 釜沢村              | 金田一村                   | 金田一村                       | 昭和47年4月1日 二戸市 | 二戸市                               | 平成18年1月1日 二戸市   | 二戸市        |
| 野々上村 | 野々上村                          | 野々上村            | 金田一村                   | 金田一村                       | 昭和47年4月1日 二戸市 | 二戸市                               | 平成18年1月1日 二戸市   | 二戸市        |
| 海上村   | 明治8年 野々上村に合併            | 野々上村            | 金田一村                   | 金田一村                       | 昭和47年4月1日 二戸市 | 二戸市                               | 平成18年1月1日 二戸市   | 二戸市        |
| 浄法寺村 | 浄法寺村                          | 浄法寺村            | 浄法寺村                   | 昭和15年12月25日 町制 浄法寺町 | 浄法寺町              | 浄法寺町                             | 平成18年1月1日 二戸市   | 二戸市        |
| 杉沢村   | 明治8年 浄法寺村に合併            | 浄法寺村            | 浄法寺村                   | 昭和15年12月25日 町制 浄法寺町 | 浄法寺町              | 浄法寺町                             | 平成18年1月1日 二戸市   | 二戸市        |
| 大田村   | 明治8年 浄法寺村に合併            | 浄法寺村            | 浄法寺村                   | 昭和15年12月25日 町制 浄法寺町 | 浄法寺町              | 浄法寺町                             | 平成18年1月1日 二戸市   | 二戸市        |
| 里川目村 | 明治8年 浄法寺村に合併            | 浄法寺村            | 浄法寺村                   | 昭和15年12月25日 町制 浄法寺町 | 浄法寺町              | 浄法寺町                             | 平成18年1月1日 二戸市   | 二戸市        |
| 江牛村   | 明治8年 浄法寺村に合併            | 浄法寺村            | 浄法寺村                   | 昭和15年12月25日 町制 浄法寺町 | 浄法寺町              | 浄法寺町                             | 平成18年1月1日 二戸市   | 二戸市        |
| 漆沢村   | 漆沢村                            | 漆沢村              | 浄法寺村                   | 昭和15年12月25日 町制 浄法寺町 | 浄法寺町              | 浄法寺町                             | 平成18年1月1日 二戸市   | 二戸市        |
| 川又村   | 明治8年 漆沢村に合併              | 漆沢村              | 浄法寺村                   | 昭和15年12月25日 町制 浄法寺町 | 浄法寺町              | 浄法寺町                             | 平成18年1月1日 二戸市   | 二戸市        |
| 岩淵村   | 明治8年 漆沢村に合併              | 漆沢村              | 浄法寺村                   | 昭和15年12月25日 町制 浄法寺町 | 浄法寺町              | 浄法寺町                             | 平成18年1月1日 二戸市   | 二戸市        |
| 松岡村   | 明治8年 漆沢村に合併              | 漆沢村              | 浄法寺村                   | 昭和15年12月25日 町制 浄法寺町 | 浄法寺町              | 浄法寺町                             | 平成18年1月1日 二戸市   | 二戸市        |
| 大清水村 | 大清水村                          | 大清水村            | 浄法寺村                   | 昭和15年12月25日 町制 浄法寺町 | 浄法寺町              | 浄法寺町                             | 平成18年1月1日 二戸市   | 二戸市        |
| 大森村   | 明治8年 大清水村に合併            | 大清水村            | 浄法寺村                   | 昭和15年12月25日 町制 浄法寺町 | 浄法寺町              | 浄法寺町                             | 平成18年1月1日 二戸市   | 二戸市        |
| 御山村   | 御山村                            | 御山村              | 浄法寺村                   | 昭和15年12月25日 町制 浄法寺町 | 浄法寺町              | 浄法寺町                             | 平成18年1月1日 二戸市   | 二戸市        |
| 吉田村   | 明治8年 御山村に合併              | 御山村              | 浄法寺村                   | 昭和15年12月25日 町制 浄法寺町 | 浄法寺町              | 浄法寺町                             | 平成18年1月1日 二戸市   | 二戸市        |
| 長流部村 | 明治8年 御山村に合併              | 御山村              | 浄法寺村                   | 昭和15年12月25日 町制 浄法寺町 | 浄法寺町              | 浄法寺町                             | 平成18年1月1日 二戸市   | 二戸市        |
| 長渡路村 | 明治8年 御山村に合併              | 御山村              | 浄法寺村                   | 昭和15年12月25日 町制 浄法寺町 | 浄法寺町              | 浄法寺町                             | 平成18年1月1日 二戸市   | 二戸市        |
| 駒ヶ嶺村 | 駒ヶ嶺村                          | 駒ヶ嶺村            | 浄法寺村                   | 昭和15年12月25日 町制 浄法寺町 | 浄法寺町              | 浄法寺町                             | 平成18年1月1日 二戸市   | 二戸市        |
| 高善寺村 | 高善寺村                          | 高善寺村            | 一戸町                     | 昭和32年11月1日 一戸町         | 一戸町                | 一戸町                               | 一戸町                  | 一戸町        |
| 一戸村   | 一部を除く                        | 一戸村              | 一戸町                     | 昭和32年11月1日 一戸町         | 一戸町                | 一戸町                               | 一戸町                  | 一戸町        |
| 一戸村   | 一部                              | 一戸村              | 浪打村                     | 昭和32年11月1日 一戸町         | 一戸町                | 一戸町                               | 一戸町                  | 一戸町        |
| 岩館村   | 岩館村                            | 岩館村              | 浪打村                     | 昭和32年11月1日 一戸町         | 一戸町                | 一戸町                               | 一戸町                  | 一戸町        |
| 鳥越村   | 鳥越村                            | 鳥越村              | 浪打村                     | 昭和32年11月1日 一戸町         | 一戸町                | 一戸町                               | 一戸町                  | 一戸町        |
| 楢山村   | 楢山村                            | 楢山村              | 浪打村                     | 昭和32年11月1日 一戸町         | 一戸町                | 一戸町                               | 一戸町                  | 一戸町        |
| 根反村   | 根反村                            | 根反村              | 浪打村                     | 昭和32年11月1日 一戸町         | 一戸町                | 一戸町                               | 一戸町                  | 一戸町        |
| 姉帯村   | 姉帯村                            | 姉帯村              | 姉帯村                     | 昭和32年11月1日 一戸町         | 一戸町                | 一戸町                               | 一戸町                  | 一戸町        |
| 面岸村   | 面岸村                            | 面岸村              | 姉帯村                     | 昭和32年11月1日 一戸町         | 一戸町                | 一戸町                               | 一戸町                  | 一戸町        |
| 小鳥谷村 | 小鳥谷村                          | 小鳥谷村            | 小鳥谷村                   | 昭和32年11月1日 一戸町         | 一戸町                | 一戸町                               | 一戸町                  | 一戸町        |
| 宇別村   | 宇別村                            | 宇別村              | 小鳥谷村                   | 昭和32年11月1日 一戸町         | 一戸町                | 一戸町                               | 一戸町                  | 一戸町        |
| 小繋村   | 小繋村                            | 小繋村              | 小鳥谷村                   | 昭和32年11月1日 一戸町         | 一戸町                | 一戸町                               | 一戸町                  | 一戸町        |
| 中山村   | 中山村                            | 中山村              | 小鳥谷村                   | 昭和32年11月1日 一戸町         | 一戸町                | 一戸町                               | 一戸町                  | 一戸町        |
| 火行村   | 明治初年 中山村に合併             | 中山村              | 小鳥谷村                   | 昭和32年11月1日 一戸町         | 一戸町                | 一戸町                               | 一戸町                  | 一戸町        |
| 摺糠村   | 明治6年 中山村に合併              | 中山村              | 小鳥谷村                   | 昭和32年11月1日 一戸町         | 一戸町                | 一戸町                               | 一戸町                  | 一戸町        |
| 馬羽松村 | 明治6年 中山村に合併              | 中山村              | 小鳥谷村                   | 昭和32年11月1日 一戸町         | 一戸町                | 一戸町                               | 一戸町                  | 一戸町        |
| 平糠村   | 平糠村                            | 平糠村              | 小鳥谷村                   | 昭和32年11月1日 一戸町         | 一戸町                | 一戸町                               | 一戸町                  | 一戸町        |
| 出ル町村 | 出ル町村                          | 出ル町村            | 鳥海村                     | 昭和32年11月1日 一戸町         | 一戸町                | 一戸町                               | 一戸町                  | 一戸町        |
| 泉沢村   | 明治初年頃 出ル町村に合併         | 出ル町村            | 鳥海村                     | 昭和32年11月1日 一戸町         | 一戸町                | 一戸町                               | 一戸町                  | 一戸町        |
| 岩清水村 | 明治初年 出ル町村に合併           | 出ル町村            | 鳥海村                     | 昭和32年11月1日 一戸町         | 一戸町                | 一戸町                               | 一戸町                  | 一戸町        |
| 小友村   | 小友村                            | 小友村              | 鳥海村                     | 昭和32年11月1日 一戸町         | 一戸町                | 一戸町                               | 一戸町                  | 一戸町        |
| 西法寺村 | 西法寺村                          | 西法寺村            | 鳥海村                     | 昭和32年11月1日 一戸町         | 一戸町                | 一戸町                               | 一戸町                  | 一戸町        |
| 月館村   | 月館村                            | 月館村              | 鳥海村                     | 昭和32年11月1日 一戸町         | 一戸町                | 一戸町                               | 一戸町                  | 一戸町        |
| 中里村   | 中里村                            | 中里村              | 鳥海村                     | 昭和32年11月1日 一戸町         | 一戸町                | 一戸町                               | 一戸町                  | 一戸町        |
| 女鹿村   | 女鹿村                            | 女鹿村              | 鳥海村                     | 昭和32年11月1日 一戸町         | 一戸町                | 一戸町                               | 一戸町                  | 一戸町        |
| 荒屋村   | 荒屋村                            | 荒屋村              | 荒沢村                     | 昭和31年9月30日 安代町         | 安代町                | 平成14年4月1日 所属変更 岩手郡安代町 | 平成17年9月1日 八幡平市 | 八幡平市      |
| 目名市村 | 明治8年 荒屋村に合併              | 荒屋村              | 荒沢村                     | 昭和31年9月30日 安代町         | 安代町                | 平成14年4月1日 所属変更 岩手郡安代町 | 平成17年9月1日 八幡平市 | 八幡平市      |
| 滝又村   | 明治8年 荒屋村に合併              | 荒屋村              | 荒沢村                     | 昭和31年9月30日 安代町         | 安代町                | 平成14年4月1日 所属変更 岩手郡安代町 | 平成17年9月1日 八幡平市 | 八幡平市      |
| 曲田村   | 明治8年 荒屋村に合併              | 荒屋村              | 荒沢村                     | 昭和31年9月30日 安代町         | 安代町                | 平成14年4月1日 所属変更 岩手郡安代町 | 平成17年9月1日 八幡平市 | 八幡平市      |
| 浅沢村   | 浅沢村                            | 浅沢村              | 荒沢村                     | 昭和31年9月30日 安代町         | 安代町                | 平成14年4月1日 所属変更 岩手郡安代町 | 平成17年9月1日 八幡平市 | 八幡平市      |
| 五日市村 | 明治8年 浅沢村に合併              | 浅沢村              | 荒沢村                     | 昭和31年9月30日 安代町         | 安代町                | 平成14年4月1日 所属変更 岩手郡安代町 | 平成17年9月1日 八幡平市 | 八幡平市      |
| 岩屋村   | 明治8年 浅沢村に合併              | 浅沢村              | 荒沢村                     | 昭和31年9月30日 安代町         | 安代町                | 平成14年4月1日 所属変更 岩手郡安代町 | 平成17年9月1日 八幡平市 | 八幡平市      |
| 田山村   | 田山村                            | 田山村              | 田山村                     | 昭和31年9月30日 安代町         | 安代町                | 平成14年4月1日 所属変更 岩手郡安代町 | 平成17年9月1日 八幡平市 | 八幡平市      |
| 田野村   | 田野村                            | 田野村              | 田部村                     | 昭和30年7月15日 岩手郡葛巻町   | 岩手郡葛巻町          | 岩手郡葛巻町                         | 岩手郡葛巻町            | 岩手郡 葛巻町 |
| 冬部村   | 冬部村                            | 冬部村              | 田部村                     | 昭和30年7月15日 岩手郡葛巻町   | 岩手郡葛巻町          | 岩手郡葛巻町                         | 岩手郡葛巻町            | 岩手郡 葛巻町 |